# Svišťová dolina
Svišťová dolina, známá je i forma Svišťovka, Dolina svišťovka ( polsky Dolina Świstowa německy Swistowkatal, Murmeltiertal maďarsky Marmota-völgy, Svisztuvka völgy je dolina ve Vysokých Tatrách. Táhne se od Poľany pod Vysokou na jihovýchod k Polskému hřebeni. Je ohraničena vedlejším severozápadním hřebenem Svišťového štítu, hlavním hřebenem Vysokých Tater od Svišťového štítu po Velický štít a severovýchodním vedlejším hřebenem Velického štítu. 

## Název
Je odvozen od hojného výskytu typického vysokohorského hlodavce sviště. 

## Přírodopis
Dolinou protéká Svišťovský potok, který vzniká pod Zamrznutým plesem a má několik drobných přítoků, kromě jiných i ze Svišťových pliesok. Kromě nich se nachází v ní Hrubé pleso a Zamrznuté pleso. 
Dolina má tři stupně. Jsou to: Nižná svišťová roveň ( polsky Niżnia Świstowa Rówień asi 1535 - 1600 m n. m., Prostredná svišťová roveň ( polsky Pośrednia Świstowa Rówień asi 1818 m n. m. a Vyšná svišťová roveň ( polsky Wyźnia Świstowa Rówień asi 1930 - 2050 m n. m.. 

## Turistika
po  modré turistické značce z Lysé Poľany vede po pravém břehu Bielej vody lesní cesta (pohodlná i pro starší turisty) na Bielovodskou Poľanu, kde v jejím středu stojí Lesovna. V horní části doliny, pod Bielovodskou veží je Poľana pod Vysokou. Značená cesta vede Bielovodskou dolinou kolem Rozpadlin, Spismichalovej doliny, Litvorového žlabu, Rovienok, Svišťovej doliny, které jsou po levé straně turistického chodníku do Litvorovej doliny a do Zamrznutého kotla, kde se cesty rozdělují po  modré značce do Prielomu a na Zbojnickou chatu ve Velké Studené dolině a po  zelené značce přes Poľský hřeben do Velické doliny a na Sliezsky dom. 
Z Lysé Poľany vede ke horárni v Bielovodskej dolině bezbariérový turistický chodník, vhodný pro lidi se sníženou pohyblivostí a imobilní. Má délku 4 km, jeho povrch je zhutněný štěrkový, proto se zejména vozíčkářům doporučuje doprovod. 